# Ciherang (Gunung Alip)
Ciherang is een bestuurslaag in het regentschap Tanggamus van de provincie Lampung, Indonesië. Ciherang telt 1972 inwoners (volkstelling 2010).